# GR 10 (França)
|  | Aquest article tracta sobre GR 10 (França). Si cerqueu el sender de gran recorregut des de Puçol a Lisboa, vegeu «GR 10». |

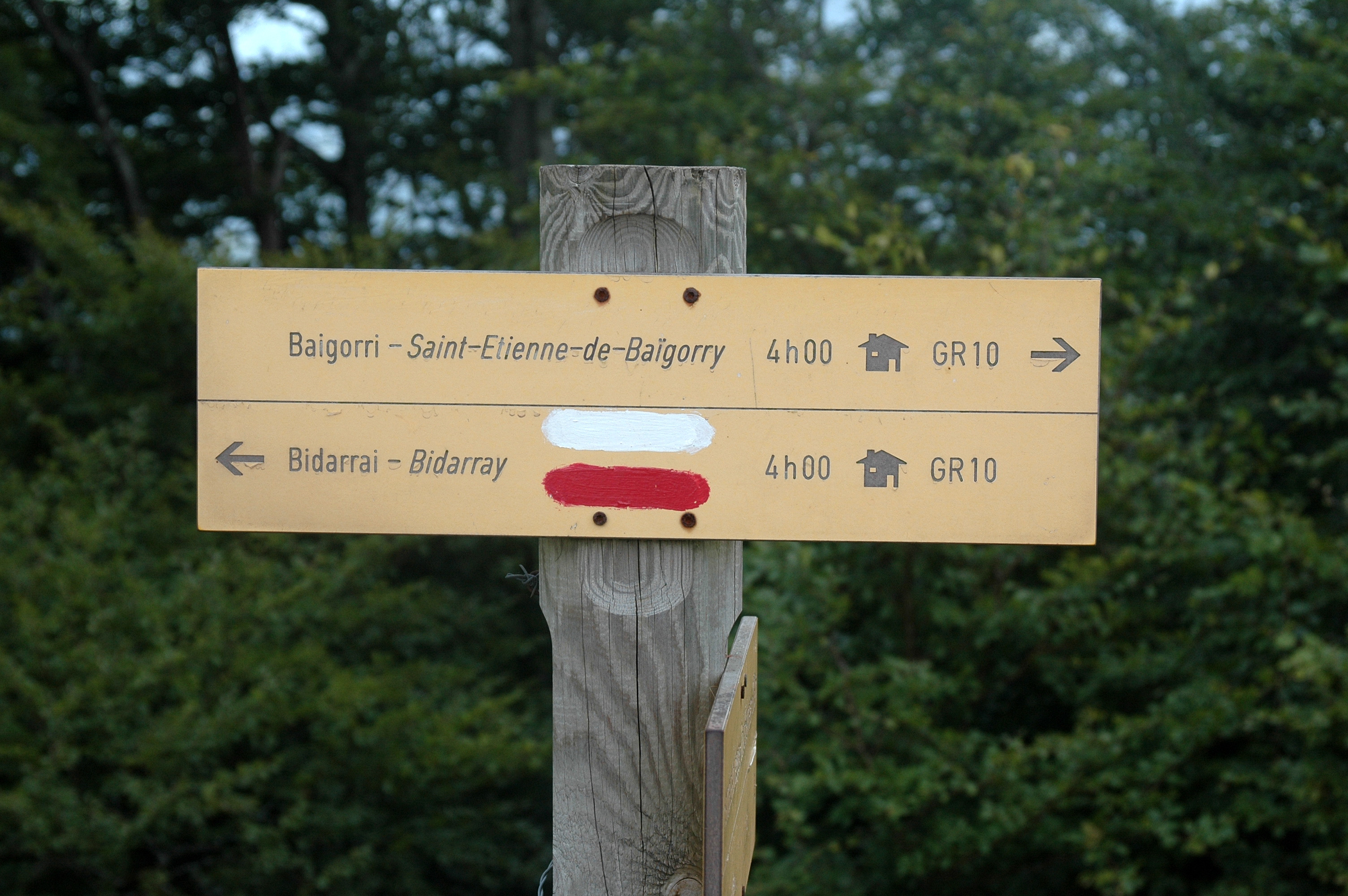
GR10 Harrieta

El GR 10 és un sender de gran recorregut francès que recorre longitudinalment els Pirineus. Segueix més o menys en paral·lel la frontera francesa i espanyola pel vessant francès. Aquells qui intenten seguir-lo completament sovint escullen caminar des de l'oest cap a l'est, des d'Hendaia al mar Cantàbric a Banyuls de la Marenda a la mar Mediterrània, però és igual de fàcil travessar-lo d'est a oest.

## Descripció
Realitzar la ruta sencera pot ocupar al voltant 52 dies per muntanyers en bona forma física i acostumats al senderisme de muntanya. Alguns trams impliquen grans ascensions i forts descensos, incloent-hi algunes etapes que poden ascendir i descendir 1,200 metres, però el GR 10 és un sender de muntanya, i no implica realitzar escalades. El sender cobreix una distància de 866 quilòmetres, amb 48.000 metres d'ascensió i donat que va de costa a costa, el mateix descens.
Hi ha molts llocs per guarir-se al llarg de la ruta per als caminants, incloent-hi hotels, Gîtes d'étape, i refugis de muntanya molt bàsics. El càmping és sols necessari dues o tres nits en la zona d'Ariège. Alguns senderistes fan una secció del sender en un moment, completant la ruta amb diverses visites.
El sender està ben marcat senyalització de senderisme de color roig i blanc. Apareix a tots els mapes regionals, incloent-hi els mapes de carretera Michelin. Parts de la ruta, especialment al voltant de ciutats i pobles, poden canviar any rere any, per tant, és convenient que els senderistes porten edicions recents dels mapes i guies.
Algunes seccions inclouen rutes alternatives menys exigents. Algunes de les alternatives ofereixen vistes més panoràmiques, per exemple la ruta alternativa de Cauterets a Luz-Sant-Sauveur agafa en Pont d'Espagne, el Refuge Oulettes de Gaube, el Refuge Baysellance, Gavarnia, Gèdra i Pragneres, i ofereix un panorama muntanyenc més espectacular.
Una altra secció notable és a prop del poble de Etsaut, on la ruta segueix el Chemin de la Mâture, un sender excavat a la galta d'un penya-segat. Aquest camí va ser creat en el segle xviii per facilitar el transport de troncs d'arbre destinat a fusta per als vaixells de guerra francesos.
Hi ha quatre guies molt detallades en francès que descriuen el GR 10. Són publicacions de la  Fédération Française de la Randonnée Pédestre. També hi ha guies en anglès.
El Sender del Pirineu o GR 11 és una ruta similar que recorre els Pirineus pel seu vessant sud, mentre l'Haute Randonnée Pyrénéenne (HRP) segueix una ruta generalment més alta a través dels Pirineus, de cim en cim que travessa travessant la frontera.

## L'oratge
El temps millor per fer senderisme al GR 10 és la primavera tardana o l'estiu primerenc i l'estiu tardà. Al mig de l'estiu la calor pot esdevenir un problema, encara que algunes de les estacions d'esquí en la ruta obren els seus remuntadors per als senderistes i turistes d'estiu, donant l'opció d'evitar-se algun ascens i descens. Les tempestes de muntanya són més freqüents a l'alta muntanya, fent que les condicions puguen ser perilloses. Durant l'hivern, la majoria del GR 10 és impracticable a causa de la neu.
El primer coll de muntanya des de l'oceà Atlàntic és l'Hourquette d'Arre (2465 m). Caminant des del Mar mediterrani, el port equivalent és el Coma d'Anyell (2450 m). Tots dos són normalment nevats fins al 14 juny aproximadament.

## Els departaments que travessa
El GR 10 passa a través dels departaments francesos de:
- Pyrénées-Atlantiques
- Hautes-Pyrénées
- Haute-Garonne
- Ariège
- Pyrénées-Orientales

## Ciutats, pobles i altres llocs on parar

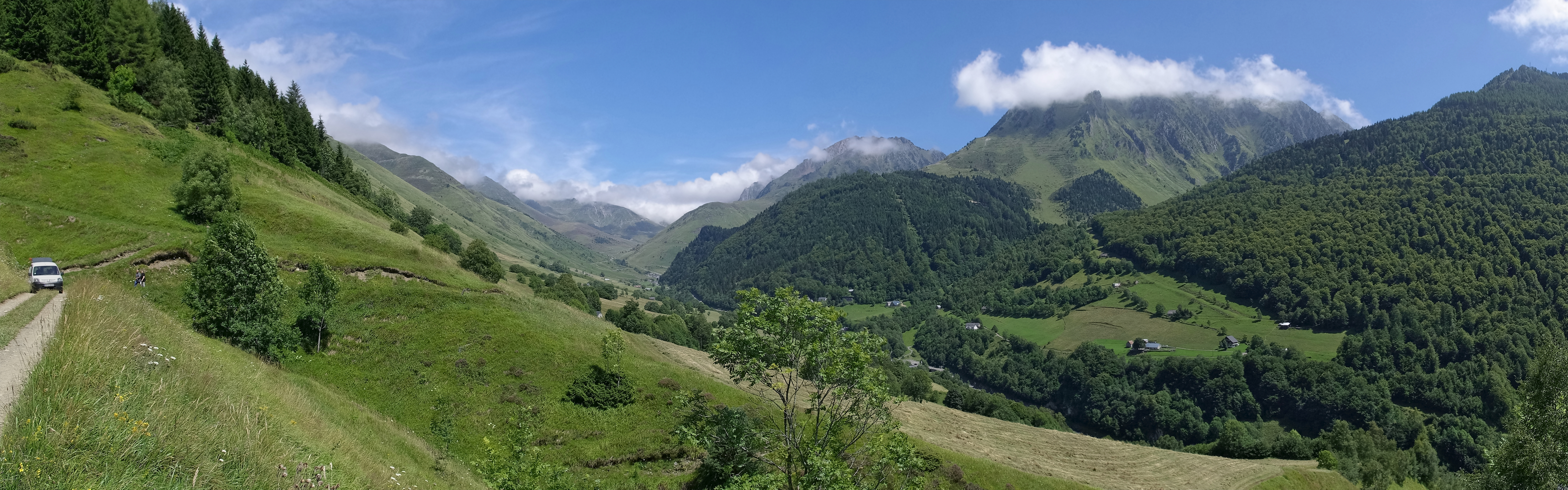
Vista de GR 10, prop de Souriche, mirant cap al Col du Tourmalet, vall de Varètja.

Algunes aturades utilitzades a la nit per acampar o allotjar-se són:
- Hendaia
- Urruña
- Ainhoa
- Bidarrai
- Baigorri
- Sant Joan de Peu de Port
- Ezterenzubi
- Col Bagargiak
- Logibar (Larraine)
- Urdatx
- Areta
- Lescun
- Eth Saut
- Gabas
- Gourette
- Arrens e Marços
- Cautarés (I Gavarnia i Gèdra via ruta alternativa)
- Lus e Sent Sauvaire
- Varetja
- Chalet Hotel Lac de L'Oule
- Vielle Aure
- Gèrm
- Lac d'Oo
- Banhèras de Luishon
- Hos
- Refuge de l'Etang d'Araing
- Eylie d'en haut
- Cabane de Besset
- Etang d'Ayes
- Aunac
- Rosa (Arieja)
- Ustou
- Aulús
- Mounicou
- Golièr e Olbièr
- Siguèr
- Refuge de Clarans
- Refuge de Rulhe
- Merens (Arieja)
- Refuge des Besines
- Refuge des Bouilloises
- Avions
- Refuge du Ras de la Caranca
- Mentet
- Refuge de Mariailles
- Chalet Hotel des Cortalets
- Mines de Batere
- Moulin de la Paleta
- Las Illas
- Chalet de l'Albere
- Banyuls de la Marenda